# Kochanówka (województwo mazowieckie)
Kochanówka – wieś sołeckaw Polsce położona w województwie mazowieckim, w powiecie lipskim, w gminie Sienno.
W latach 1975–1998 miejscowość administracyjnie należała do województwa radomskiego.
Wierni Kościoła rzymskokatolickiego należą do parafii św. Zygmunta w Siennie.